# Frederick William Magrady

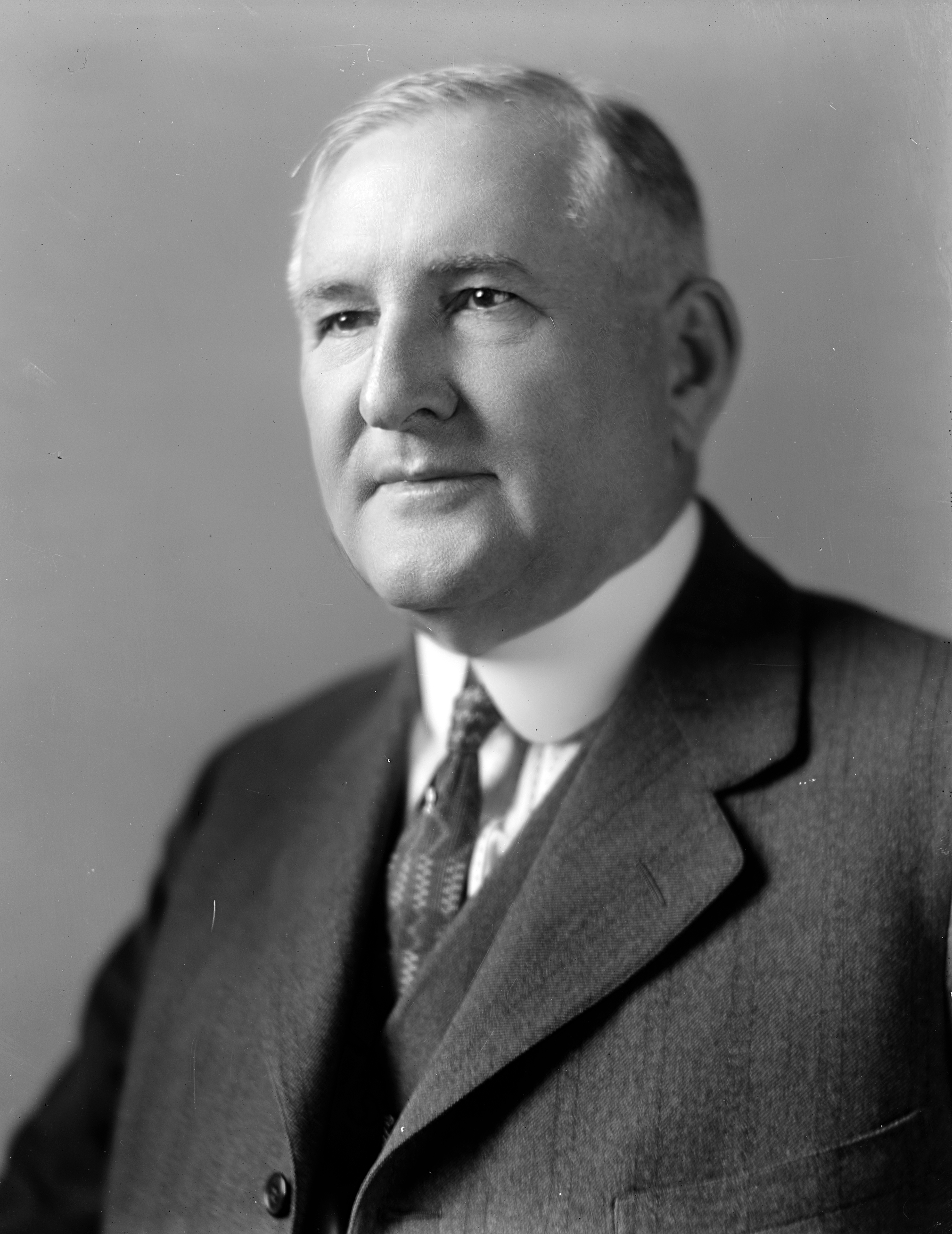
Frederick William Magrady

Frederick William Magrady (* 24. November 1863 bei Pottsville, Pennsylvania; † 27. August 1954 in Danville, Pennsylvania) war ein US-amerikanischer Politiker. Zwischen 1925 und 1933 vertrat er den Bundesstaat Pennsylvania im US-Repräsentantenhaus.

## Werdegang
Frederick Magrady besuchte die öffentlichen Schulen in Mount Carmel. 1890 absolvierte er die State Normal School in Bloomsburg. In den folgenden 13 Jahren unterrichtete er in Mount Carmel als Lehrer. Danach war er für einige Zeit in Gauley (West Virginia) im Kohlegeschäft. Nach einem Jurastudium an der Dickinson School of Law in Carlisle und seiner 1909 erfolgten Zulassung als Rechtsanwalt begann er in Mount Carmel in diesem Beruf zu arbeiten. Er wurde auch einer der Direktoren der First National Bank of Mount Carmel, Präsident der Firmen Shamokin-Mount Carmel Transit Co. und Ashland & Shamokin Auto Bus Co. Inc sowie Direktor der Mount Carmel Water Co.
Politisch wurde Magrady Mitglied der Republikanischen Partei. Bei den Kongresswahlen des Jahres 1924 wurde er im 17. Wahlbezirk von Pennsylvania in das US-Repräsentantenhaus in Washington, D.C. gewählt, wo er am 4. März 1925 die Nachfolge von Herbert Wesley Cummings antrat. Nach drei Wiederwahlen konnte er bis zum 3. März 1933 vier Legislaturperioden im Kongress absolvieren. Diese waren seit 1929 von den Ereignissen der Weltwirtschaftskrise geprägt. Im Jahr 1932 wurde er nicht wiedergewählt.
Nach dem Ende seiner Zeit im US-Repräsentantenhaus praktizierte Frederick Magrady wieder als Anwalt. Er starb am 27. August 1954 in Danville und wurde in Mount Carmel beigesetzt.